# Sander (localitate)
Sander este o localitate din comuna Sør-Odal, provincia Hedmark, Norvegia, cu o suprafață de 0,27 km² și o populație de 310 locuitori (2013).